# Macropeplus schwackeanus
Macropeplus schwackeanus là một loài thực vật có hoa trong họ Monimiaceae. Loài này được (Perkins) I.Santos & Peixoto mô tả khoa học đầu tiên năm 2001.